# 김명원
김명원(金命元, 1534년~1602년 12월 13일)은 조선 중기의 문신으로 자는 응순(應順), 호는 주은(酒隱), 시호는 충익(忠翼), 본관은 경주이다.

## 생애
왜란 당시 한양 방어선을 치고 있었던 자로, 승지 김만균의 아들이자 이황의 문인으로 1558년 사마시에 합격하고 1561년 식년문과에 급제해 1569년 종성 부사가 되고 내외직을 거쳐 1587년 좌참찬으로 의금부지사를 겸했다. 1589년 정여립의 모반 사건을 수습해 평난공신 3등에 책록되고 경림군에 봉해졌다.
1592년 임진왜란이 일어나자 순검사로 임명되었고, 이어 음력 4월 29일 도원수에 임명되어 한강에 주둔하였다. 그러나 탄금대 전투에서 조선의 정예군인 경군 기병대가 전멸하고 도순무사 신립이 자살한 것이 이미 하루 전인 음력 4월 28일이었는 바, 김명원과 부원수 신각, 도검찰사 이양원의 한강 배치는 선조를 비롯한 조정이 한양을 포기하고 몽진할 때까지 한강 방어선에서 시간을 끌기 위함이었다.
불과 1천여 명으로 4만명의 일본군을 당해낼 수는 없었고, 방어선이 무너지는 가운데 김명원, 신각, 이양원은 모두 흩어진다. 이때 김명원은 임진강까지 후퇴해 거기에 방어선을 치기로 하고 다른 지휘관들에게 음력 5월 18일까지 집결하라 명했다. 그러나 전쟁 와중의 혼란으로 인해 양주 쪽으로 후퇴했던 신각, 이양원과의 연락이 두절되어 버렸고, 이일, 김억추 등의 장수들도 행방이 불명인 상태에서 김명원은 혼자 임진강에서 싸우다가 음력 5월 17일 다시 패배(임진강 전투), 부장 신길, 유극량 등이 전사하고 겨우 북쪽으로 도망간다. 이 와중에 신각은 적전도주자로 오해를 받아 비변사에 의해 참형에 처해졌다가, 나중에 무슨 이유에선지 복권되었다. 《징비록》에 따르면 이때 조정에서 신각의 참수를 주도한 것은 우의정 유홍으로 기록되어 있으나 거짓된 장계를 올린 사람은 역시 김명원이었다. '한강 방어의 책임을 맡았다가 도주한 김명원 같은 자들'이라 하여 도주도망을 명백히 밝히고 있다. 이후 김명원은 몽진한 조정에 합류하였고, 명나라 원병을 지휘한 조승훈, 순찰사 이원익과 함께 평양을 공격했으나 이기지 못했다.
1593년 송응창, 이여송이 지휘하는 명나라 원병이 오자 명나라 장수들의 자문에 응하고 이후 체직되어 도원수직을 권율에게 넘겨주었다. 이후 호조판서, 예조판서, 공조판서를 역임했다. 판서 재임 중이었던 음력 7월 14일, 임진왜란 초기의 패전 책임을 지고 사간원에게 탄핵을 당했는데, 이때 실록을 보면 “김명원은 사람됨이 지나치게 순후하여 원수에는 적임자가 아니었다”는 주석이 달려 있다. 선조는 김명원이 공을 세우지는 못했으나 고생을 많이 했다는 이유로 탄핵을 기각했다고 한다.
1597년 요시라의 공작으로 파직된 이순신이 감옥에서 풀려나자 정탁, 유성룡, 심희수, 노직 등과 함께 그를 위로하였다. 같은 해 칠천량 해전으로 원균이 지휘한 조선 수군이 전멸하자 비변사의 여러 신하들이 당황하여 대답할 바를 모르는데 김명원과 이항복만이 이순신을 다시 통제사로 삼아야 한다고 주장하자 왕이 이에 따랐다. 이후 병조판서, 유도대장을 겸했고 좌찬성, 이조판서, 우의정을 거쳐 1601년 부원군에 진봉되고 좌의정에 이르렀다가 이듬해 음력 11월 1일 죽었다. 졸기에서는 때에 따라 판단의 부침이 심하다는 비방을 받았으나 풍도가 뛰어나 재상의 그릇이라고 평가받았다. 정승에 오른 뒤에도 이룬 것은 없었으나 마음이 아름다워 남을 해치려 하지 않았다 한다.

## 묘소
- 김명원 선생 묘 및 신도비 - 고양시 향토유적 제10호

## 가족 관계[14]
- 부친 : 김만균(金萬鈞, ? ~ 1549)
- 모친 : 안준의(安尊義)의 딸 순흥 안씨
  - 형 : 김경원(金慶元, 1528 ~ ?)
  - 여동생 : 김개이(金凱伊, 1545 ~ ?)
  - 여동생 : 김종개(金終介, 1548 ~ ?)
  - 부인 : 한의국(韓儀國, 1534 ~ ?) - 한관(韓綰)의 딸[15]
    - 장녀 : 김숙희(金淑姬, 1557 ~ ?)
    - 사위 : 의령 남씨 남복시(南復始, 1557 ~ 1619)
      - 외손자 : 남진(南鎭, 1574 ~ ?)
      - 외손자 : 남석(南錫, 1576 ~ ?)
      - 외손자 : 남선(南銑, 1582 ~ ?)
      - 외손녀 : 남혜순(南惠順, 1585 ~ ?)
      - 외손녀 : 남혜임(南惠姙, 1586 ~ ?)

    - 장남 : 김수개(金守愷, 1559 ~ ?)[16]
    - 자부 : 이원성(李元誠)의 딸 전주 이씨 - 이씨 소생 자녀 없음
    - 차녀 : 김수희(金壽姬, 1560 ~ ?)
    - 사위 : 전주 이씨 문성군(文城君) 이건(李健, 1560 ~ 1623)
      - 외손녀 : 이제영(李悌英, 1578 ~ ?)
      - 외손자 : 시림군(始林君) 이세준(李世俊, 1580 ~ ?)

    - 3녀 : 김경희(金敬姬, 1562 ~ ?)
    - 사위 : 삭녕 최씨 최상진(崔尙鎭, 1563 ~ ?)
    - 4녀 : 김덕희(金德姬, 1566 ~ ?)
    - 사위 : 하동 정씨 정준(鄭晙)
    - 차남 : 김수인(金守仁, 1572 ~ ?) - 형 김경원(金慶元)의 양자로 출계
    - 3남 : 김수렴(金守廉, 1574 ~ 1651)
    - 자부 : 성순(成恂)의 딸 증 정경부인(贈 貞敬夫人) 창녕 성씨(1572 ~ 1653)
      - 손자 : 	김남중(金南重, 1596 ~ 1663)
      - 손녀 : 심동구(沈東龜)의 처

## 관련 작품

### 드라마
- 《불멸의 이순신》(KBS》2005년, 배우신원균)
- 《징비록》(KBS, 2015년, 배우:임병기)